# Super-région statistique

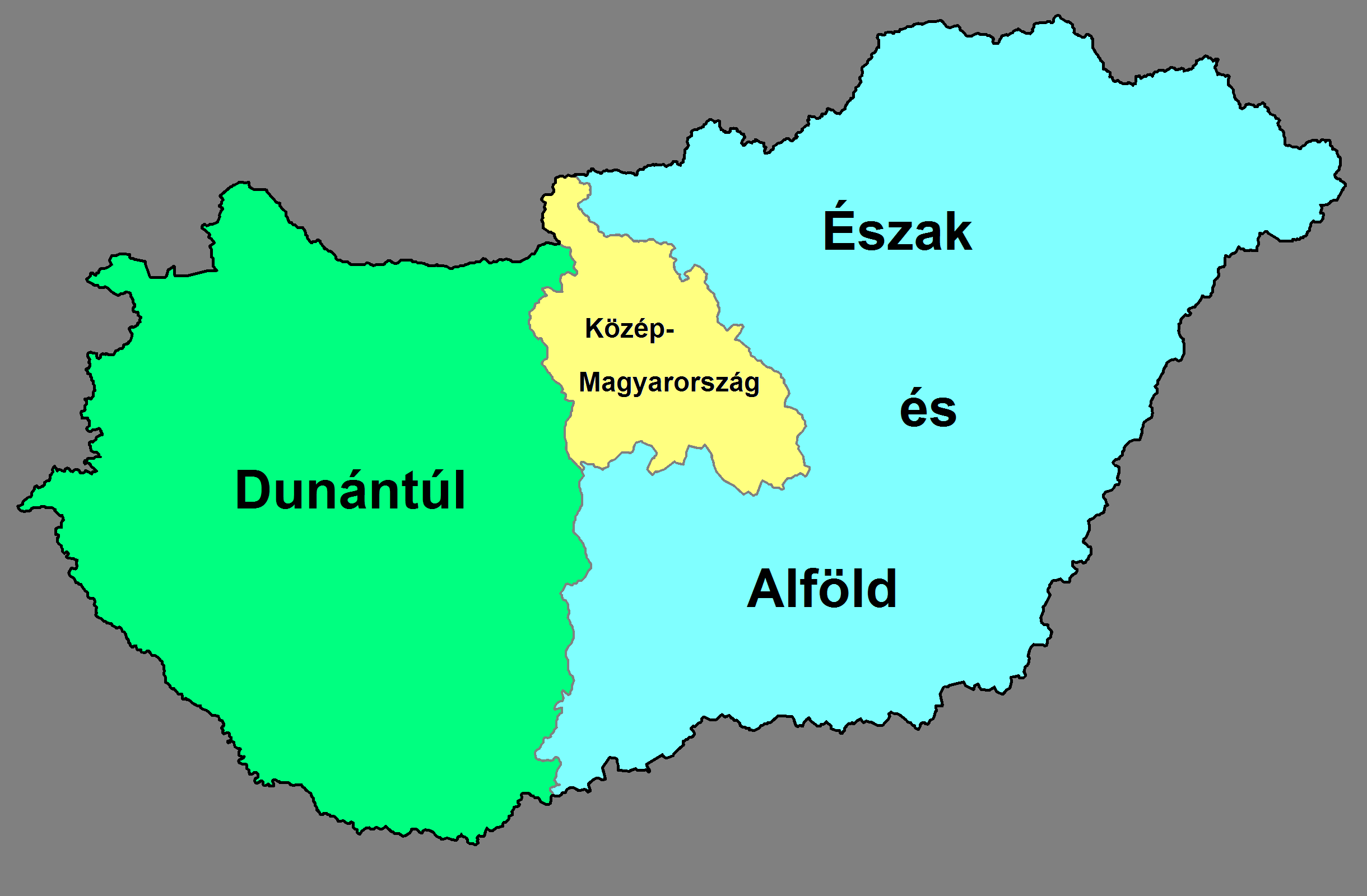
Illustration

La super-région statistique (en hongrois Statisztikai nagyrégiók) est une unité administrative hongroise correspondant au premier niveau de nomenclature des unités territoriales statistiques de la Hongrie.
Les super-régions statistiques sont au nombre de 3 :
- la Hongrie centrale (Közép-Magyarország) - HU1
- la Transdanubie (Dunántúl) - HU2
- la Grande Plaine et Nord (Észak és Alföld) - HU3